# Комунето (Тревизо)
Комунето је насеље у Италији у округу Тревизо, региону Венето.
Према процени из 2011. у насељу је живело 202 становника. Насеље се налази на надморској висини од 32 м.